# اولین ناپ
اولین ناپ (انگلیسی: Evalyn Knapp; زاده ۱۷ ژوئن ۱۹۰۶ – درگذشته ۱۲ ژوئن ۱۹۸۱) هنرپیشه اهل ایالات متحده آمریکا بود.
از فیلم‌ها یا برنامه‌های تلویزیونی که وی در آن نقش داشته‌است می‌توان به مهماندار هواپیما، مادر مجرد اشاره کرد.